# Comuna de Pionki
Pionki (polaco: Gmina Pionki) é uma gminy (comuna) na Polónia, na voivodia de Mazóvia e no condado de Radomski. A sede do condado é a cidade de Pionki.
De acordo com os censos de 2004, a comuna tem 9843 habitantes, com uma densidade 42,6 hab/km².

## Área
Estende-se por uma área de 230,82 km², incluindo:
- área agrícola: 33%
- área florestal: 62%

## Demografia
Dados de 30 de Junho 2004:
|                      | Total   | Total | Mulheres | Mulheres | Homens  | Homens |
| -------------------- | ------- | ----- | -------- | -------- | ------- | ------ |
|                      | pessoas | %     | pessoas  | %        | pessoas | %      |
| População            | 9843    | 100   | 4887     | 49,6     | 4956    | 50,4   |
| Densidade (pop./km²) | 42,6    | 100   | 21,2     | 21,2     | 21,5    | 21,5   |

De acordo com dados de 2002, o rendimento médio per capita ascendia a 1255,83 zł.

## Subdivisões
- Adolfin, Augustów, Bieliny, Brzezinki, Brzeziny, Czarna-Kolonia, Czarna Wieś, Działki Suskowolskie, Helenów, Januszno, Jaroszki, Jaśce, Jedlnia, Jedlnia-Kolonia, Kieszek, Kolonka, Krasna Dąbrowa, Laski, Marcelów, Mireń, Płachty, Poświętne, Sałki, Sokoły, Stoki, Sucha, Suskowola, Wincentów, Zadobrze, Zalesie, Żdżary.

## Comunas vizinhas
- Garbatka-Letnisko, Głowaczów, Gózd, Jastrzębia, Jedlnia-Letnisko, Kozienice, Policzna, Zwoleń